# Vasile Avramescu
Vasile Avramescu (n. 1873, Cuveșdia – d. 1949, Arad) a fost un deputat în Marea Adunare Națională de la Alba Iulia, organismul legislativ reprezentativ al „tuturor românilor din Transilvania, Banat și Țara Ungurească”, cel care a adoptat hotărârea privind Unirea Transilvaniei cu România, la 1 decembrie 1918.:p. 77

## Biografie
Vasile Avramescu a studiat dreptul la Facultatea de Drept din Budapesta și a ajuns, după finalizarea studiilor, să profeseze în Radna.:p. 16

## Activitatea politică

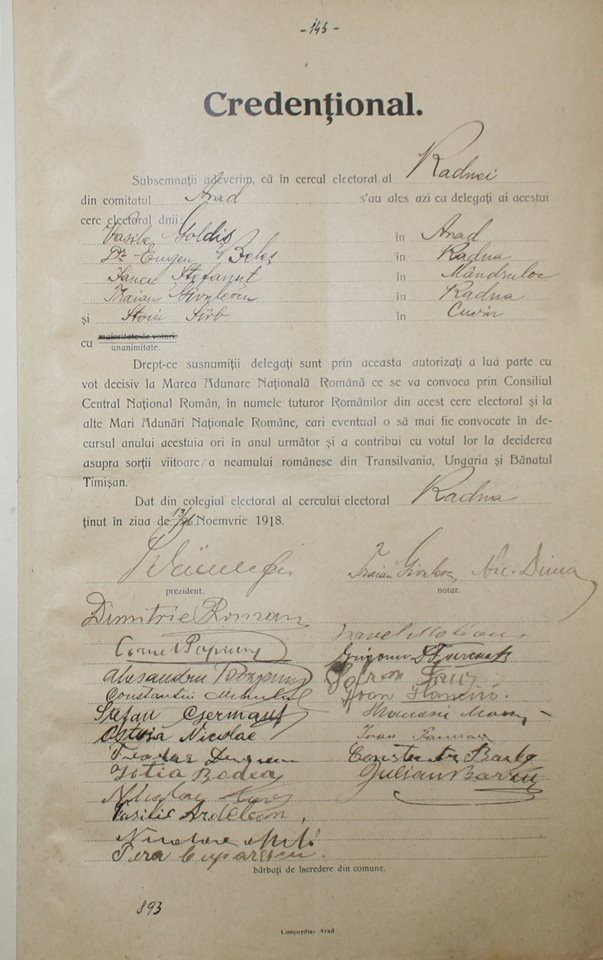
Credențional

Acesta a condus Garda Națională a României și a organizat C.N.R. din Radna. A participat la Marea Adunare Națională de la Alba Iulia din 1 decembrie 1918 în calitate de delegat al Gărzii Naționale Române din Arad. După 1918 a fost primul președinte român al Tribunalului din Arad, precum și consilier în Ministerul Justiției.:p. 77

## Recunoaștere
A fost decorat cu Ordinul „Coroana României” și medalia „Răsplata muncii pentru învățământ”.:p. 77